# Chứng quyền có bảo đảm
Chứng quyền có bảo đảm (Covered warrant – viết tắt là CW) là loại chứng khoán có tài sản bảo đảm do công ty chứng khoán phát hành cho phép người sở hữu được quyền mua (chứng quyền mua) hoặc được quyền bán (chứng quyền bán) chứng khoán cơ sở với tổ chức phát hành chứng quyền có bảo đảm đó theo mức giá đã được xác định trước, tại một thời điểm hoặc trước một thời điểm đã được ấn định hoặc nhận khoản tiền chênh lệch giữa giá thực hiện và giá chứng khoán cơ sở tại thời điểm thực hiện. Đây là một loại chứng quyền được phát hành mà không có trái phiếu hoặc vốn chủ sở hữu đi kèm. Giống như một chứng quyền thông thường, chứng quyền có bảo đảm cho phép người nắm giữ mua hoặc bán một lượng cổ phiếu, tiền tệ hoặc các công cụ tài chính cụ thể khác từ tổ chức phát hành với một mức giá cụ thể vào một ngày xác định trước. Chứng quyền có bảo đảm cung cấp cho nhà đầu tư quyền hưởng giá chênh lệch của cổ phiếu. Nếu đang sở hữu chứng quyền và có lãi, nhà đầu tư có thể hiện thực hoá lợi nhuận thông qua bán trực tiếp trên sàn hoặc chờ đến ngày đáo hạn, nó được niêm yết trên sàn chứng khoán với mã giao dịch riêng.
Không giống như chứng quyền thông thường, chúng thường được các tổ chức tài chính phát hành thay vì các công ty phát hành cổ phiếu và được liệt kê là chứng khoán hoàn toàn có thể giao dịch trên một số sở giao dịch chứng khoán, cũng có thể có nhiều loại công cụ cơ bản, không chỉ cổ phiếu và có thể cho phép người nắm giữ mua hoặc bán tài sản cơ bản. Chứng quyền được niêm yết trên một số sàn giao dịch lớn, bao gồm Sở giao dịch chứng khoán Luân Đôn, Sở giao dịch Singapore và Sở giao dịch chứng khoán Hồng Kông. Chúng phổ biến với các nhà đầu tư và thương nhân, đặc biệt là ở Hồng Kông, Trung Quốc. Rủi ro chính là rủi ro thị trường vì chứng quyền sẽ chỉ sinh lời khi giá thị trường vượt quá giá thực tế đối với "lệnh mua" hoặc thấp hơn giá thực tế đối với "lệnh bán". Hiệu ứng đòn bẩy vốn có của chứng quyền làm tăng đáng kể rủi ro và các nhà giao dịch đang sử dụng chứng quyền để đầu cơ có thể kiếm hoặc mất các khoản tiền đáng kể rất nhanh chóng. Với chứng quyền có bảo hiểm, tổn thất tối đa được giới hạn ở giá thanh toán cho chứng quyền cộng với bất kỳ khoản hoa hồng (commission) hoặc phí giao dịch nào khác. Sản phẩm chứng quyền có bảo đảm chính thức ra mắt và có phiên giao dịch đầu tiên vào ngày 28 tháng 6 năm 2019 trên Sở Giao dịch Chứng khoán Thành phố Hồ Chí Minh (HOSE). Đây là một cột mốc quan trọng, đánh dấu sự xuất hiện của một sản phẩm phái sinh mới trên thị trường chứng khoán Việt Nam, sau sản phẩm hợp đồng tương lai chỉ số VN30. Giai đoạn đầu, các công ty chứng khoán như SSI, HSC, VCSC đã phát hành những mã chứng quyền đầu tiên dựa trên các cổ phiếu blue chip trong rổ VN30.